# Jean-Frédéric de Holstein-Gottorp
Jean-Frédéric de Holstein-Gottorp (en allemand Johann Friedrich von Schleswig-Holstein-Gottorf), né le 1er septembre 1579 à Gottorp (Schleswig-Holstein), décédé le 3 septembre 1634 à Buxtehude. Il fut Prince-Archevêque de Brême, Prince-évêque de Lübeck et Prince-évêque de Verden.

## Biographie
Fils de Adolphe de Holstein-Gottorp et de Christine de Hesse, Jean-Frédéric de Holstein-Gottorp succède à son frère comme prince-archevêque de Brême en 1596, puis comme prince-évêque de Lübeck en 1607, et devient finalement prince-évêque de Verden en 1631.[réf. nécessaire]